# Левков, Пётр Маркович
Пётр Маркович Левков (12.07.1910 — 31.03.1968) — советский военнослужащий, участник Великой Отечественной войны, полный кавалер ордена Славы, командир расчёта 76-миллиметровой пушки 885-го стрелкового полка 290-й стрелковой дивизии 3-й армии 2-го и 1-го Белорусских фронтов, сержант.

## Биография
Родился 12 июля 1910 года в деревне Александровка Славгородского района Могилёвской области Белоруссии в крестьянской семье. Окончил 3 класса. Работал на шахте в городе Донецке.
В Красной Армии и в боях Великой Отечественной войны с октября 1941 года.
Командир расчёта 76-мм пушки 885-го стрелкового полка красноармеец Пётр Левков в боях за плацдарм на реке Нарев 12 октября 1944 года при прорыве обороны противника в районе деревни Напрюки, расположенной в пяти километрах южнее польского города Ружаны, командуя бойцами, подавил два пулемёта. В бою под деревней Колоня при отражении контратаки превосходящих сил пехоты и танков противника истребил свыше отделения пехоты.
Приказом по 290-й стрелковой дивизии от 13 ноября 1944 года за мужество и отвагу, проявленные в боях, красноармеец Левков Пётр Маркович награждён орденом Славы 3-й степени.
16 января 1945 года у деревни Борове, что в 20-й километрах южнее польского населённого пункта Красноселья, при отражении контратаки противника расчет Пётра Левкова ликвидировал четыре пулемёта с прислугой и много вражеских солдат и офицеров.
Приказом по 3-й армии от 7 марта 1945 года за мужество и отвагу, проявленные в боях, сержант Левков Пётр Маркович награждён орденом Славы 2-й степени.
21 апреля 1945 года и 28 апреля 1945 года в районе пятнадцати километров юго-восточнее германского города Бонсдорф из вверенного ему орудия командир расчёта Пётр Левков — 885-й стрелковый полк — разбил бронетранспортер, три автомашины, рассеял свыше взвода противников, чем содействовал наступлению стрелкового батальона Красной Армии. 28 апреля 1945 года на подступах к столице Германии Пётр Левков в бою был ранен, но не покинул поле боя, продолжая руководить орудийным расчётом до окончания боя.
Представление к ордену Славы 1-й степени подписал командующий 1-м Белорусским фронтом Маршал Советского Союза Жуков Г. К.
Указом Президиума Верховного Совета СССР от 15 мая 1946 года за образцовое выполнение заданий командования в боях с немецко-вражескими захватчиками сержант Левков Пётр Маркович награждён орденом Славы 1-й степени, став полным кавалером ордена Славы.
В 1945 году Левков П. М. демобилизован. Трудился в колхозе. Жил в городе Славгороде Могилёвской области Белоруссии. Скончался 31 марта 1968 года.
Награждён орденами Красной Звезды, Славы 1-й, 2-й, 3-й степени, медалями.
В Славгороде именем кавалера ордена Славы трёх степеней П. М. Левкова названа одна из улиц.